# Mulle (fisk)
För andra betydelser, se Mulle (olika betydelser).
Mulle (Mullus surmuletus) är en saltvattensfisk från östra Atlanten och Medelhavet. Mulle ingår i släktet Mullus, och familjen mullefiskar. Arten förekommer tillfälligt i Sverige, men reproducerar sig inte. Inga underarter finns listade. Den kallas också gulstrimmig mullus, gulstrimmig mulle, gulstrimmig barb, rödmulle och surmelet. Det har varit en känd och uppskattad matfisk vid Medelhavet sedan antiken och är en viktig del av Medelhavsländernas matkultur.
En nära släkting till mulle är rosenmulle (Mullus barbatus). Den säljs i många länder med samma handelsbeteckning som mulle (t.ex. eng. Red mullet). Den har också samma utbredning som mulle. Rosenmulle har två underarter: Mullus barbatus barbatus och Mullus barbatus ponticus. Den senare lever i Svarta Havet och Azovska sjön. Mulle och rosenmulle kan särskiljas på att rosenmulle saknar mörka teckningar på första ryggfenan och har en brantare profil av huvudet.

## Beskrivning
Mulle är en långsmal fisk med två skilda ryggfenor, den främre med hårda och den bakre med mjuka fenstrålar. Den har en analfena med en eller två hårda fenstrålar. Stjärtfenan är urringad. Munnen finns i underkant av huvudet, där profilen sluttar brant uppifrån. Under underkäken hänger två långa skäggtömmar, som används för att leta efter byten i bottenslammet. Skäggtömmarna är längre än bröstfenan. Normalt är fisken brun till grön på ryggen, en röd och tre gula ränder längs kroppssidan och bruna till röda fenor. Färgen förändras efter fiskens sinnesstämning. Den röda färgen intensifieras när fisken blir upphetsad eller när den dör så att nästan hela fisken då blir intensivt röd. Den främre ryggfenan har mörka teckningar. Mulle saknar tänder i övekäken och har två fjäll mellan ögat och munnen. Längd: upp till 40 cm, fullvuxna exemplar vanligen 10 – 25 cm. Maximal rapporterad vikt 1 kg, i allmänhet kommer adulta exemplar upp till ca 400 – 600 g. I sitt centrala utbredningsområde lever mulle oftast i mindre stim.

## Utbredning
I östra Atlanten från Engelska Kanalen till Dakar, Senegal och Kanarieöarna samt i Medelhavet och Svarta Havet lever fisken över kustnära klippbottnar och mindre allmänt över ler- och sandbottnar (gärna i gränsområden mellan klipp- och lerbottnar) på upp till ca 60 m djup (i Joniska havet rapporteras fisken ned till ca 400 m). Mulle påträffas också sällsynt i vattnen utanför Norge, Sverige och Danmark.

## Föda
Fisken är köttätare och lever på bottenlevande djur så som räkor och andra mindre kräftdjur, maskar, blötdjur och mindre bottenlevande fiskar.

## Fortplantning
Lektid är maj till juli. Äggen och larverna är pelagiska till dess larverna är ca 5 cm, då de vandrar till strändernas grundvatten. Vid hösten når de en längd av 5 – 12 cm. Könsmogen blir mulle vid två års ålder.

## Rödlistningsstatus
Ej i IUCN:s lista över hotade arter

## Kommersiell betydelse
Mulle anses vara en lyxfisk som säljs till mycket högt pris. De totala fångsterna av mulle låg fram till 1983 mellan 1 000 och 4 000 ton per år för att sedan ha stigit till rekordnivå nästan 20 000 ton år 2005, det sista år för vilket statistik föreligger (jan. 2008). Fångstmetoder för mulle är bottennät av olika slag och bottentrål. De länder som landar de största fångsterna av mulle är Libyen och Frankrike. Mulle odlas inte i aquakultur.

## Mulle i historien
I antikens Grekland och Rom ansågs mulle vara en exklusiv matfisk, som var förbehållen de mycket rikas bord. Den åts bland annat vid kejsarens extravaganta fester i Rom under senare kejsartiden. Särskilt hade kejsare Aulus Vitellius (15-69 e Kr) excesser i fiskfester med mulle hos sina vänner, till ohyggligt höga kostnader. Bland annat ansågs fiskens lever vara en speciell delikatess. Fisken blev så dyr att vanliga fiskare inte hade råd att äta den, därav talesättet "La Triglia non mangia chi la piglia" (den får inte äta mulle som fiskar den). Fisken skulle lämnas levande till gästen vid gästabudet för att visa de dramatiska färgförändringarna när fisken dör, för att sedan lämnas till kocken.